# Barbora Štefková
Barbora Štefková, née le 4 avril 1995 à Olomouc, est une joueuse de tennis tchèque, professionnelle.
Štefková a atteint un sommet en carrière en simple au 154e rang mondial en février 2017. Le 14 janvier 2019, elle a culminé au 100e rang du classement en double. Au cours de sa carrière, elle a remporté neuf titres en simple et douze titres en double sur le circuit féminin ITF. Elle a disputé 3 finales en double sur le circuit WTA.

## Biographie
Elle commence le tennis à l'âge de 6 ans et est entrainée par sa mère, ancienne joueuse amateure, jusqu'à ses 15 ans.

## Carrière
De 2013 à 2016, elle remporte ses premiers succès en simple sur le circuit ITF.
Ses débuts dans un tableau principal WTA se font à Prague en 2016 dans le tournoi de double, aux côtés de sa compatriote Tereza Smitková. Elle fait ses débuts en simple à Québec quelques mois plus tard, la même année. Elle bat la championne en titre, Annika Beck, tête de série N°2 et 38e mondiale, au premier tour, avant de tomber face à Alison Van Uytvanck.
Le 12 juin 2018, elle parvient avec l'Espagnole Sílvia Soler Espinosa en finale du tournoi de double de Bol en catégorie WTA 125.
Deux semaines plus tard, elle atteint la finale du double du tournoi de Majorque, en catégorie WTA 250, avec sa compatriote Lucie Šafářová mais échoue également à gagner le titre.
En fin d'année 2018, elle dispute une 3e finale de double à Mumbai avec Bibiane Schoofs sans succès.
Elle joue son dernier match le 8 juin 2019 à Bois-le-Duc en quart de finale du double, associée à sa compatriote Kristýna Plíšková.
Elle annonce en novembre 2019 sa fin de carrière à 24 ans en raison d'une arthrite réactive (ou réactionnelle) aux 2 poignets,.
Elle indique l'année suivante en interview avoir lutté avec la douleur pendant plus de deux ans, elle a tout essayé mais a dû se résoudre à abandonner le tennis : « J’ai dû terminer ma carrière de tennis. L'arthrite réactive est revenue et, avec elle, une douleur aux deux poignets. C'est triste parce que j'aime le tennis et je lui ai beaucoup donné ».

## Palmarès

### Titre en double dames
Aucun

### Finale en double dames
| No | Date       | Nom et lieu du tournoi | Catégorie | Dotation  | Surface      | Vainqueures                        | Partenaire     | Score            |          |
| -- | ---------- | ---------------------- | --------- | --------- | ------------ | ---------------------------------- | -------------- | ---------------- | -------- |
| 1  | 18-06-2018 | Mallorca Open Calvià   | Intern'l  | 226 750 $ | Gazon (ext.) | Andreja Klepač María José Martínez | Lucie Šafářová | 6-1, 3-6, [10-3] | Parcours |

### Finales en double en WTA 125
| No | Date       | Nom et lieu du tournoi | Catégorie | Dotation  | Surface      | Vainqueures                            | Partenaire            | Score    |          |
| -- | ---------- | ---------------------- | --------- | --------- | ------------ | -------------------------------------- | --------------------- | -------- | -------- |
| 1  | 05-06-2018 | Croatia Bol Open Bol   | WTA 125   | 115 000 $ | Terre (ext.) | Mariana Duque Mariño Wang Yafan        | Silvia Soler Espinosa | 6-3, 7-5 | Parcours |
| 2  | 29-10-2018 | Mumbai Open Bombay     | WTA 125   | 115 000 $ | Dur (ext.)   | Natela Dzalamidze Veronika Kudermetova | Bibiane Schoofs       | 6-4, 7-6 | Parcours |

## Parcours en Grand Chelem

### En simple dames
| Année | Open d'Australie | Open d'Australie | Internationaux de France | Internationaux de France | Wimbledon       | Wimbledon     | US Open | US Open       |
| ----- | ---------------- | ---------------- | ------------------------ | ------------------------ | --------------- | ------------- | ------- | ------------- |
| 2016  | —                | —                | Q2                       | Daniela Hantuchová       | Q3              | Mandy Minella | Q1      | Mandy Minella |
| 2017  | Q2               | Jennifer Brady   | —                        | —                        | —               | —             | —       | —             |
| 2018  | Q1               | Priscilla Hon    | —                        | —                        | 1er tour (1/64) | Kiki Bertens  | —       | —             |

N.B. : à droite du résultat se trouve le nom de l'ultime adversaire.

## Classements WTA en fin de saison
| Année          | 2013 | 2014 | 2015 | 2016 | 2017 | 2018 | 2019 |
| Rang en simple | 726  | 441  | 290  | 160  | 452  | 301  | 432  |
| Rang en double | 840  | 416  | 544  | 220  | 420  | 103  | 422  |

Source : (en) Classements de Barbora Štefková sur le site officiel de la Fédération internationale de tennis